# Acúrsio Pereira
Acúrsio Pereira (1891-1978) foi um notório escritor e jornalista português.
Começou a carreira jornalística em "O País", transitando depois para "A Capital". Em 1911, foi recrutado por Augusto de Castro para o O Diário de Notícias (Portugal), onde permaneceu até 1924. Depois, chefiou a redacção do diário O Século durante mais de três décadas, tendo sido presidente da Casa da Imprensa, uma instituição de solidariedade social a atuar numa altura em que não havia Segurança Social em Portugal.
O município de Lisboa incluiu o seu nome na toponímia da cidade, atribuindo a uma artéria da capital o nome de Rua Acúrsio Pereira, com a citação Jornalista/1891-1977.
Profissional rigoroso e dedicado aos jornais, escreveu páginas memoráveis do jornalismo português do século XX, recordadas na sua autobiografia pouco divulgada e publicada em edição de autor: "Uma no Cravo, Outra na Ferradura". O incidente mais memorável e sobre o qual Acúrsio Pereira brincava amiúde foi a notícia de 17 de Dezembro de 1919, que denunciava uma quadrilha de ladrões de crianças em Lisboa. Acúrsio e o Diário de Notícias foram induzidos em erro por um rapaz de 13 anos, José António Luís Bispo, que fantasiara as circunstância do seu "rapto" para evitar uma punição paterna. Como notou na sua autobriografia, a edição do Diário de Notícias com o seu erro mais célebre parecia «berrada com mais força e mais entusiasmo, espalhando o terror entre pais e mães, através da notícia mais sincera que, em dezassete anos de jornalismo, tenho escrito».
Armando Baptista-Bastos, um jornalista cujo percurso profissional começou no jornal O Século, escreve no Ciberdúvidas, no artigo O Português na 1ª Pessoa, que "nunca esqueci aqueles que ajudaram o rapaz que fui a ser o homem que sou", acrescentando: "Nomeios-os com o orgulho dos primeiros momentos, e a emoção de quem lhes deve o ensinamento do poder impetuoso da palavra. Acúrsio Pereira, meu inesquecível mestre de jornalismo…".
Num artigo publicado no Jornal de Negócios, de Lisboa, Batista Bastos lembra ainda que "No gabinete de Acúrsio Pereira, chefe de redação d'O Século, matutino onde aprendeu o ofício de noticiarista, havia uma inscrição de Almeida Garrett: 'Fugi de palavras antiquadas, mas não desprezei as antigas'".
Também se encontra colaboração jornalística da sua autoria na Revista Municipal (1939-1973) da Câmara Municipal de Lisboa
Foi pai do ator Óscar Acúrsio.
A 4 de novembro de 1922, foi agraciado com o grau de Oficial da Ordem Militar de Cristo. A 11 de julho de 1959, foi agraciado com o grau de Oficial da Ordem Militar de Sant'Iago da Espada.